# Бисмарк, Вильгельм фон
Граф Ви́льгельм О́тто А́льбрехт фон Би́смарк-Шёнхаузен (1 августа 1852 года, Франкфурт — 30 мая 1901 года, Варцин, Померания) — немецкий юрист и политик, младший сын канцлера Германской империи Отто фон Бисмарка.
Член Свободно-консервативной партии (1878—1881), депутат рейхстага от этой партии (1880—1881). Президент административного округа Ганновер (1889—1894). Обер-президент провинции Восточная Пруссия (1894—1901).
Женился на своей кузине Сибилле фон Арним (1864—1945), дочери Оскара фон Арним-Крехлендорфа, в браке с которой родилось 3 дочери и один сын:
- Герта (1886-?)
- Ирина (1888—1982), была замужем дважды: 1) Герберт граф фон Эйнзидель; 2) Хорст фон Петерсдорф
- Дороти (1892—1975), замужем за вице-адмиралом Вильфридом фон Левенфельдом[нем.] (1879—1946).
- Николаус фон Бисмарк-Шенхаузен (1896—1940), женат дважды: 1) Бригитта фон Эйкштедт-Петерсвальд; 2)графиня Элизабет Фабер-Кастелл (1899—1986)

Скончался в 1901 году от острого перитонита.